# Colla de Dimonis Bocsifocs d'Esporles
La Colla de Dimonis Bocsifocs d'Esporles és una colla de dimonis que es va crear el 2002 a Esporles (Mallorca). Són responsables de celebrar el seu correfoc durant les festes de la Vila Nova, organitzen el fogueró de Sant Antoni i participen en altres actes culturals del terme. Formen part de la Federació de Dimonis, Diables i Bèsties de les Illes Balears, i han organitzat dues Trobades de Bèsties de Foc i una Trobada de Colles Infantils de Dimonis de les Illes Balears. La Colla també té una colla infantil.
L'Associació Cultural Colla de Dimonis Bocsifocs és una entitat sense ànim de lucre que vetla per treballar a favor de la cultura del foc realitzant diferents activitats, correfocs i altres espectacles principalment al municipi d'Esporles, on participa activament en la vida cultural del poble, juntament amb les altres entitats culturals del municipi.

## Història

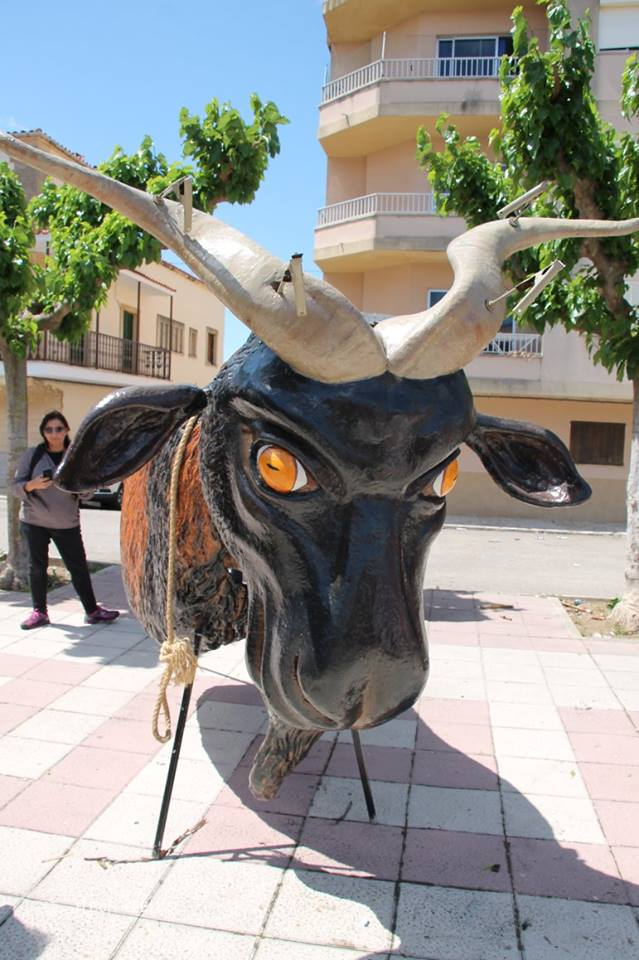
El Boc de la Vila Nova d'ençà del seu canvi de 2018

L'any 2002, després d'uns anys on el grup Iguana Teatre realitzava la Nit de Foc a les festes patronals de Sant Pere d'Esporles, un grup de veïnats de la barriada de la Vila Nova, per les festes de la Mare de Déu d'Agost, decidiren de crear una colla de dimonis, agafant com a figura un boc com a representació dels animals més comuns a la Serra de Tramuntana de Mallorca; mesclant el foc amb el boc nasqué el nom de Bocsifocs. A partir d'aquí són els encarregats de tancar les festes de Sant Pere amb el seu correfoc, i de manera contínua, celebrar el seu correfoc original per les festes de la Vila Nova, així com organitzar activament la celebració del Fogueró de Sant Antoni en aquesta població i participar en tots els actes culturals que s'hi duen a terme.
L'any 2008, a les Illes Balears, es va crear la Federació de Dimonis, Diables i Bèsties de les Illes Balears a la qual els Dimonis Bocsifocs entraren a formar part de seguida, participant activament en les seves diferents activitats, i sobretot, arran de l'entrada en vigor de la nova directiva derivada del conflicte de la directiva del Parlament Europeu sobre l'ús de material pirotècnic, quan es crearen les diferents pautes per poder celebrar un correfoc a les Illes Balears a partir del 2011, per les quals tots els membres de la Colla havien de fer un curs de formació com a Consumidors Reconeguts com Experts de material pirotècnic (C.R.E.).
L'any 2015, els Dimonis Bocsifocs organitzaren la I Trobada de Bèsties de Foc de les Illes Balears, en la qual participaren un total d'onze bèsties: la Cuca de la Mola dels Esclatabutzes de Sóller, en Janot dels Dimonis D'Albopàs de la Pobla, na Boscana de Mancor de la Vall, na Ferrereta dels Dimonis de la Cova del Fossar de Sineu, n'Espirafoc i en Bocanegra dels Dimonis de Factoria de So de Santa Maria, el Cabrot dels Escarrufaverros de Campanet, el Drac de Sant Jordi, na Marranxa i na Marranxeta dels Diables d'Alaró i el Boc de la Vila Nova d'Esporles.
L'any 2016, amb la creació de la Colla Infantil dels Dimonis Bocsifocs, organitzaren, juntament amb la Federació de Dimonis, Diables i Bèsties de Foc de les Illes Balears, la I Trobada de Colles Infantils de Dimonis de les Illes Balears on participaren juntament amb les colles infantils dels Realment Cremats del Secar de la Real, els Diables d'Alaró, els Ca de Bou de Pollença, els Dragomonis d'Andratx, els de Son Ganxó de Costitx, la Factoria de So de Santa María, els Dimonis de la Pedrera de Muro, els Dimonis de la Cova del Fossar de Sineu i els Dimonis Boiets de Vilafranca de Bonany.

## El Vestuari

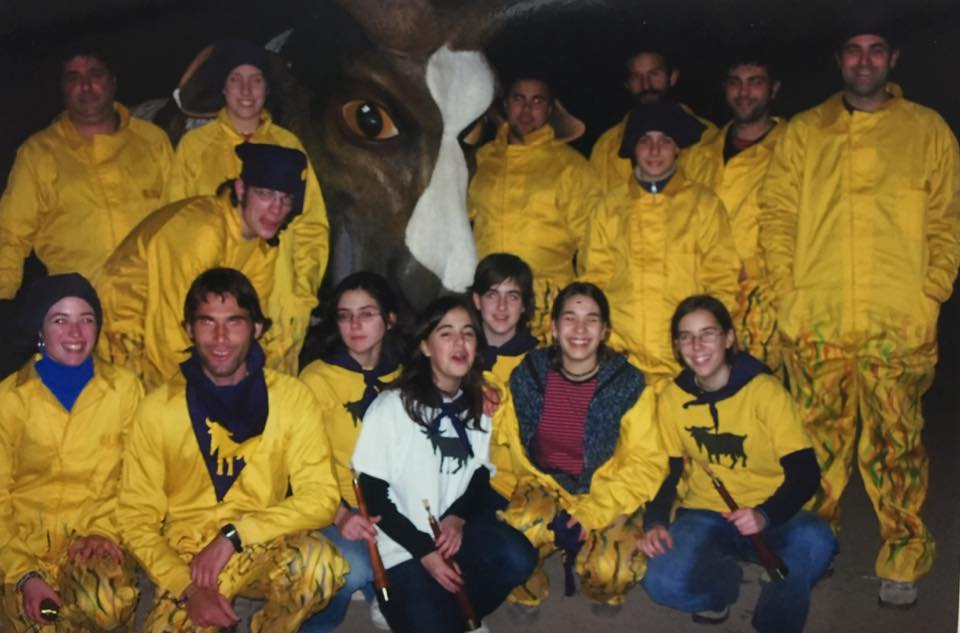
Vestuari del Bocsifocs (anys 2002-2003)

Inicialment es va agafar un vestuari simple, consistent en una granota blanca amb un mocador al cap, però al poc temps, aquestes granotes varen esser tenyides de groc, i poc després pintades amb pinzellades de colors verd i vermell.
L'any 2007, es va decidir fer un canvi d'imatge a la colla i donar una aparença més de dimoni, dissenyant els vestits que es fan servir actualment, i que representen les cames peludes d'un boc, i una camisa de pagès amb una màscara amb banyes de cabra o boc; així es dona una semblança a les figures mitològiques dels faunes. També es crear la figura del Dimoni Gros, qui porta davall la camisa una musclera i una capa negra.

### Les Forques

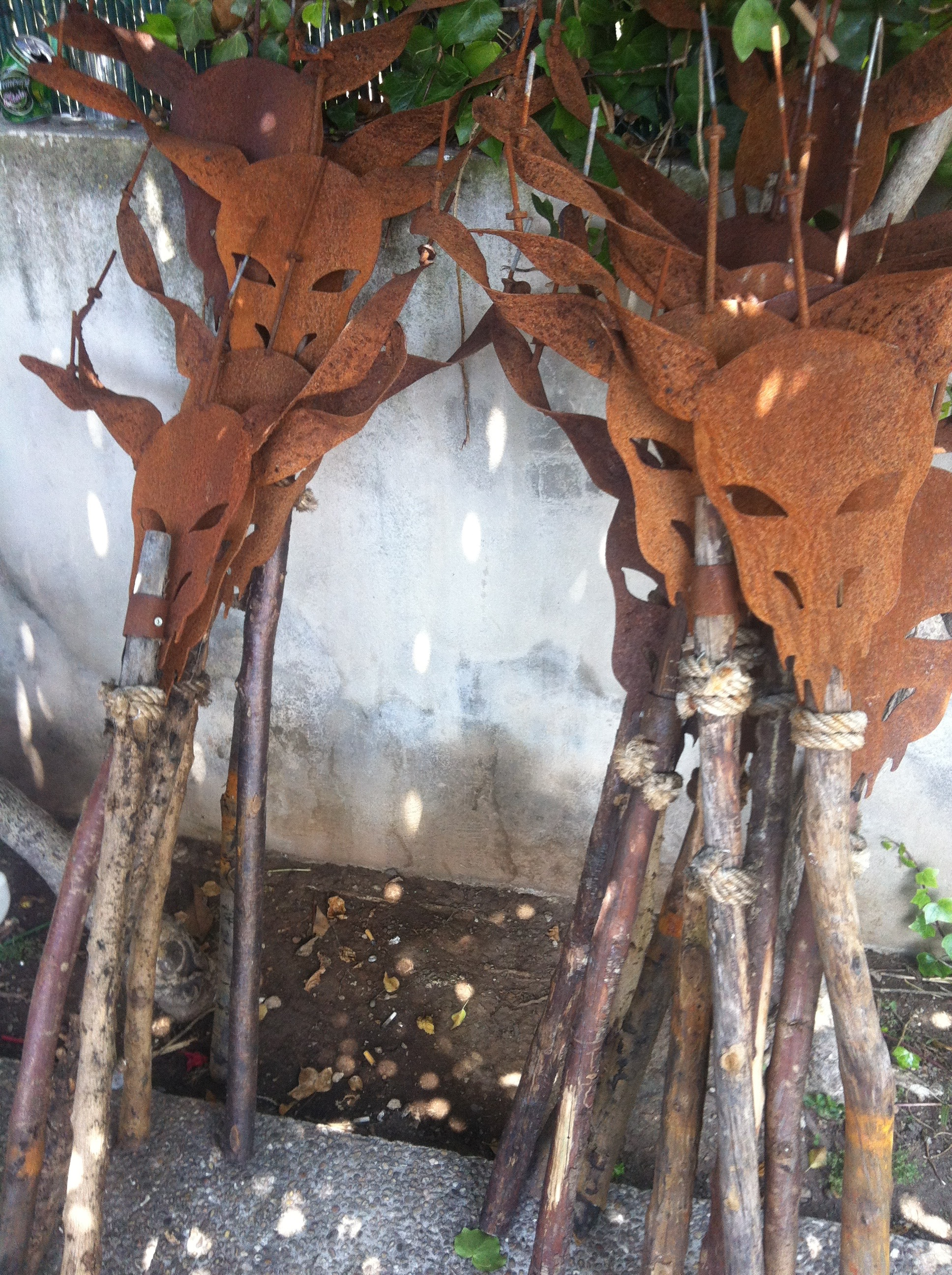
Forques dels dimonis Bocsifocs

Les forques (o maces) originals originals foren una barra metàl·lica amb una vareta soldada, però amb el canvi de vestimenta, es varen dissenyar les forques actuals amb branques rectes i una forma de boc metàl·lica amb tres puntes i creant també la Forca Grossa amb vuit puntes i decorada amb cranis de cabra.

## Els Batufocs

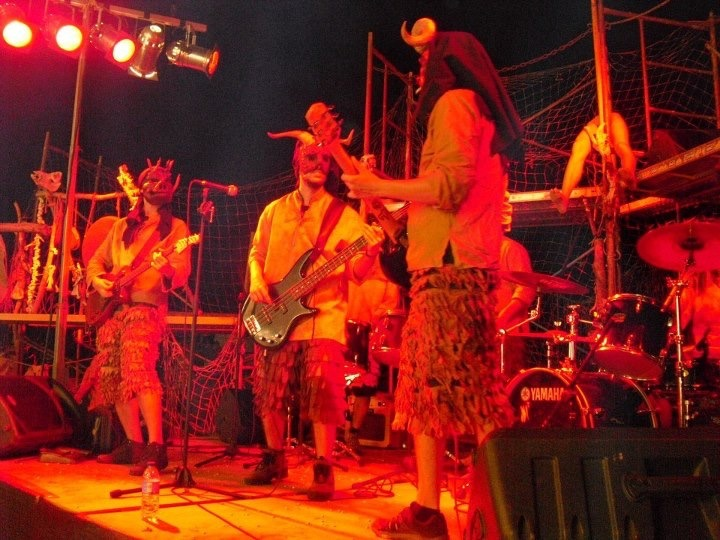
Batufocs escenari

Els batufocs són el grup de percussió dels Dimonis Bocsifocs, creat al mateix temps que la colla. Acompanya els dimonis en totes les seves actuacions de l'any 2007 ençà, amb la nova imatge de la colla. Incorporaren un canvi innovador en aquella època als correfocs de Mallorca: les guitarres elèctriques i el baix elèctric mesclats amb percussió, cosa que crea melodies pròpies que donen als correfocs de les festes de Sant Pere un aire mes hardcore.

## El Boc de la Vila Nova

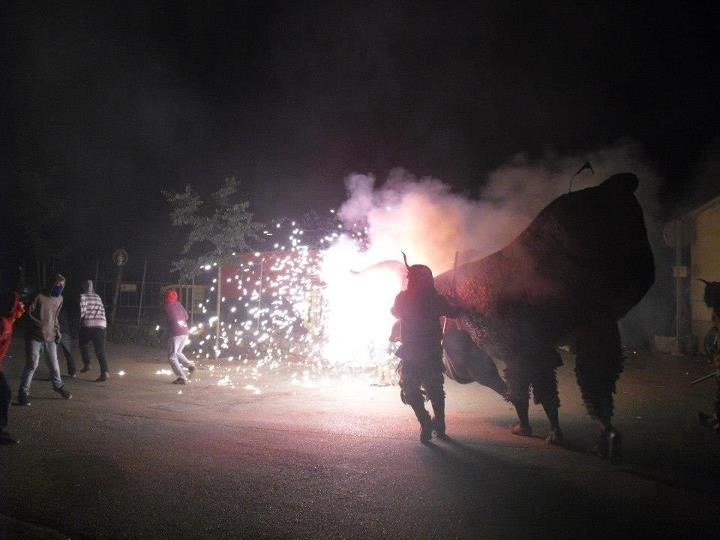
El correboc

L'any 2004, l'artista esporlerí Kake Portas creà la bèstia de foc dels Dimonis Bocsifocs: el Boc de la Vila Nova, de gairebé cinc metres de llarg, 2,5 d'alçada, uns 3 d'ample i uns 85kg de pes. No hi ha altra bèstia de foc en tot Mallorca amb dos portadors, necessaris atès que pràcticament tot el pes es concentra al cap. Inicialment tenia 4 punts de foc, dos a les banyes i dos darrere, però actualment té vuit punts de foc a les banyes per a poder fer els clàssics correbocs, on fa córrer la gent amb el seu foc.
El Boc també ha tengut la seva evolució: quan va ser creat, el seu aspecte era d'ulls grossos i el morro i el llom blanc; el 2017, la Colla encarregà a l'artista tarragonina resident Esporles Rosa del Barco un canvi d'imatge, a semblança als bocs de la Serra de Tramuntana, amb el cap negre, el llom marró amb diferents tonalitats i els ulls amb la retxa més prima. Fou llavors que s'ampliaren els punts de foc.

## La Colla Infantil dels Dimonis Bocsifocs
L'any 2016 es creà la Colla Infantil, formada, segons la legislació vigent, per menors d'edat entre 8 i 16 anys, i participà aquell mateix any a les Festes de Sant Pere d'Esporles amb el seu correfoc infantil.
La diferència amb la colla adulta, a banda de l'edat dels membres i les limitacions legals en quant a l'ús de la pirotècnia, resideix en la seva forca, atès que fan servir unes canyes que creixen a Son Cabaspre amb unes varetes metàl·liques a la punta. Pel que fa als participants, l'any 2018 es va ampliar la seva edat a menors de 8 anys, però com que no poden fer servir pirotècnia participen alhora amb els altres dimonis amb bengaletes a les forques.